# Woordspel

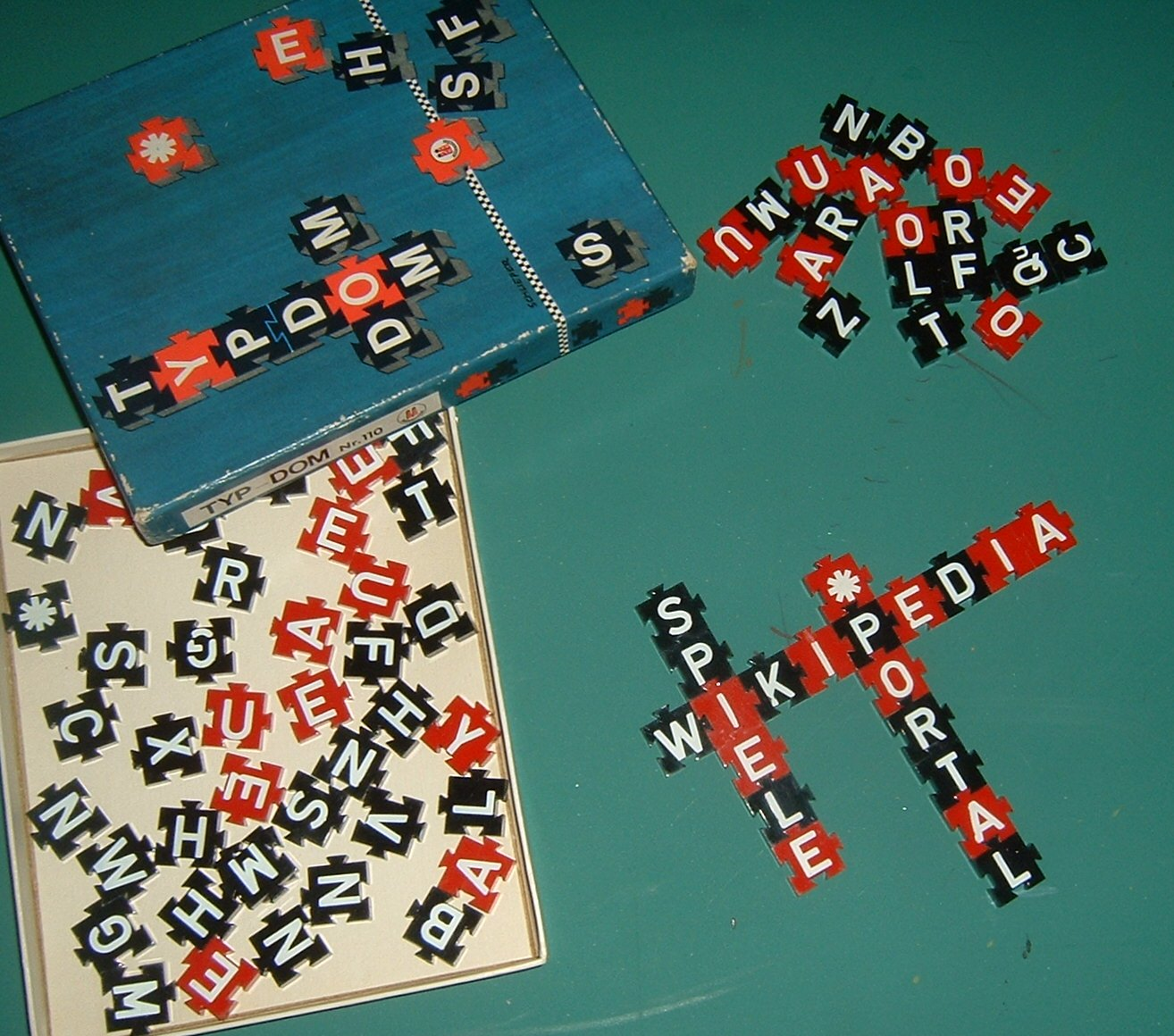
Typdom, woordspel uit de jaren 30

Een woordspel is een spel waar met letters een woord moet worden gemaakt. Ze worden gespeeld voor amusement, maar kunnen ook voor educatieve doeleinden aangewend worden. Sommige woordspelen worden gewoon uitgevoerd met pen en papier, andere met aangepast spelmateriaal, en sommige populaire televisieprogramma's bestaan als spelprogramma uit een woordspel.

## Voorbeelden

### Pen en papier
- Filippine
- Galgje
- Kruiswoordpuzzel
- Letterwisselspel

### Spelen
- Boggle
- Scrabble

### Televisie
- Cijfers en Letters
- Lingo
- Rad van Fortuin

### Internet
- Wordfeud
- Wordle